# Kostel svatého Mikuláše (Žerčice)
Kostel svatého Mikuláše v Žerčicích je jednolodní barokní sakrální stavba. Je chráněn jako kulturní památka České republiky.

## Historie
Kostel byl postaven v roce 1730 nákladem Eleonory z Valdštejna podle projektu Fr. M. Kaňky za účasti F. J. Préea mistra J. Sovenského, na místě starší středověké svatyně, připomínané snad již v roce 1070.

## Architektura

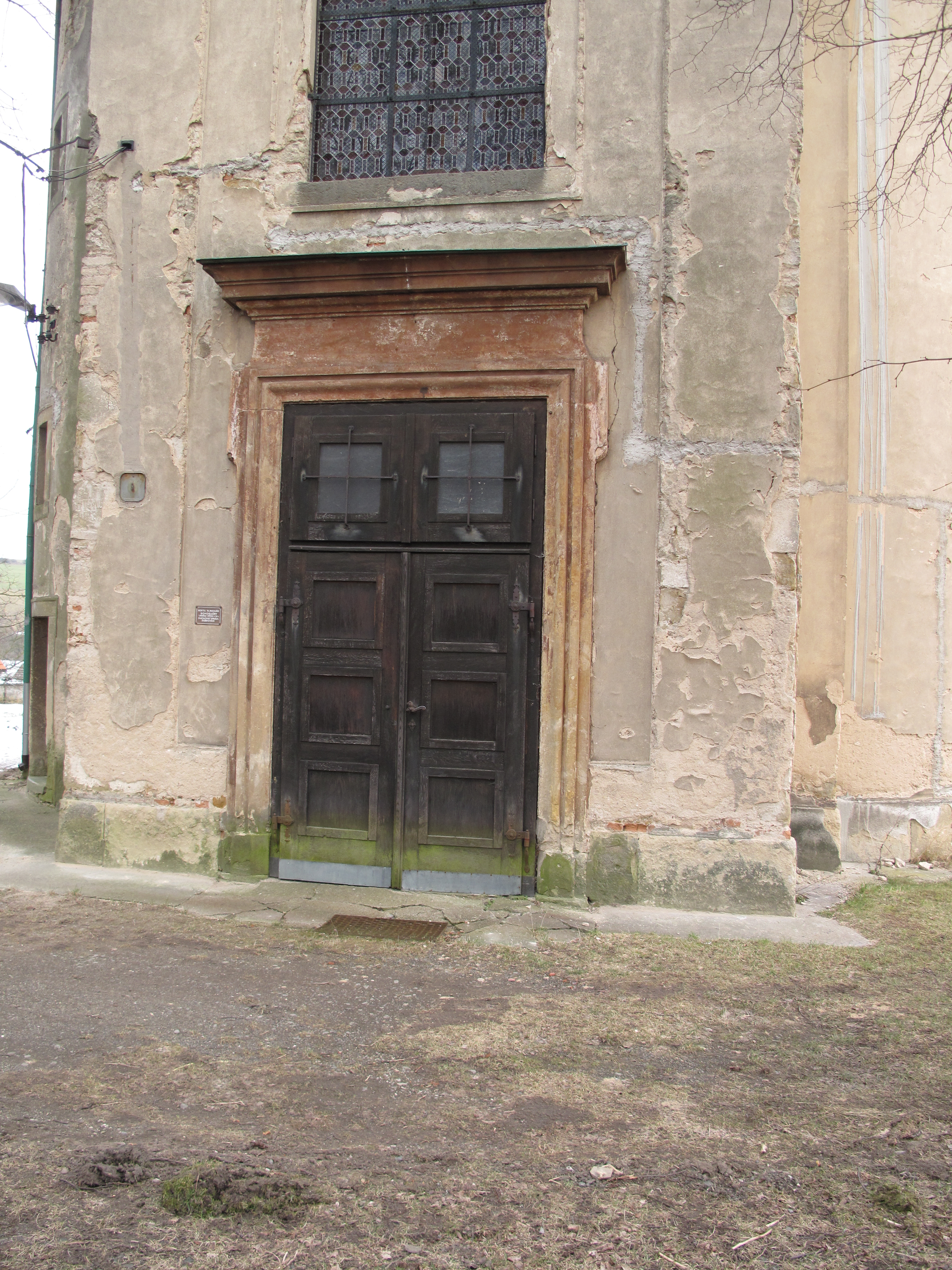
Vchod do kostela sv. Mikuláše v Žerčicích

Kostel je obdélný. Má pravoúhlý presbytář, dva poloválcové rizality v bocích lodi a hranolovou věž, která je vestavěna v západním průčelí. Ve věži je vstupní předsíň a kruchta. Okna jsou segmentová se šambránami.
Vnitřek je sklenut plackami, které jsou v lodi položené na silně nanesené přízední pilíře.

## Zařízení
Hlavní oltář pochází z roku 1736. Je portálový, sloupový, podle návrhu F.I. Préea od truhláře P. Vyšohlída a sochaře Josefa Jiřího Jelínka. Sochy sv. Václava a sv. Víta zřejmě pocházejí od M. Jelínka. Oltářní obraz sv. Mikuláše je od F.D. Barbieriho. Boční oltář sv. Jana Nepomuckého je z roku 1751. Na vrcholu kazatelny je Salvátor od J. Jelínka. Zpovědnice je klasicistní z roku 1790. Varhany jsou empírové z roku 1806. Cínová křtitelnice pochází ze začátku 17. století.